# Cacopedia
La Cacopedia è una "disciplina" inventata scherzosamente (ma «proseguendo una tradizione comica probabilmente incominciata da Rabelais e arrivata fino a Queneau») da Umberto Eco. Essa è definita come «la pratica di quelle soluzioni che, se uno non si affretta a immaginarle per malvagità e malizia, saranno ben presto immaginate da qualcuno, e sul serio e senza malizia»; «il nome viene da kakós che vuol dire brutto e cattivo: è un esempio di cattiva educazione».
Eco ne narra la genesi ne Il secondo diario minimo (Bompiani, 1992) e la descrive come la «summa negativa del sapere, ovvero, come una summa del sapere negativo». Una prima serie di "voci" è apparsa su Alfabeta (suppl.), 38-39, 1982 e su Il cavallo di Troia, 3, 1982.
La Cacopedia in quanto "eccezione" si inscrive come pratica e possibilità immaginaria, all'interno della Scienza di tutte le Scienze, la patafisica.

## Criteri "cacopedici"
Eco prosegue precisando: "I criteri per la formulazione di una voce della Cacopedia erano:
1. partire da un titolo che rappresenti un rovesciamento possibilmente simmetrico di una voce di un'enciclopedia normale (ad esempio, l'Anopticon);
2. da una premessa esatta dedurre paralogisticamente conclusioni sbagliate oppure da una premessa sbagliata dedurre sillogisticamente conclusioni inoppugnabili;
3. le voci alla fine dovevano far sistema, o meglio antisistema, tra loro;
4. la voce deve servire, ricattatoriamente e terroristicamente, a prevenire almeno per i successivi dieci anni sviluppi scientifici che si vogliano seri, ovvero impedire che qualcuno svolga effettivamente un tema cacopedico proponendolo come attendibile".

La Cacopedia non ha mai oltrepassato lo stato embrionale in quanto, per logica conseguenza della sua stessa definizione, i cacopedisti, anziché scrivere le varie voci, dovevano distruggere quelle già fatte.

## Esempi
Nel prosieguo della Nota, Eco cita alcuni esempi di "studi" di Cacopedisti:
- Angelo Fabbri: Teoria delle Anastrofi. Venivano descritte con presunto rigore matematico l'anastrofe a salsicciotto, a preservativo, a maccherone ecc.
- Massimo Piattelli Palmarini: Quando la filastrocca parla la genetica. Genetica delle civette (sul comò).
- Renato Giovagnoli: Grammatica abortiva. Algoritmo chomskiano atto a produrre stringhe di silenzi.

Altri contributi dovevano essere:
- Teoria dei Peace Games, molto più difficili dei War Games dato che per raggiungere la vittoria si doveva pareggiare.
- Zerologia, completo calcolo logico basato sul solo zero. Però con regole per addizione, sottrazione, moltiplicazione, divisione e così via.
- Conseguenze giuridiche dell'"Habeas animam"
- Deficienza Artificiale
- Codice di Procedura Incivile
- Gestione delle Risorse Inumane

## Il "Progetto per una Facoltà di Irrilevanza Comparata"
Di eccezionale valore cacopedico il "Progetto per una Facoltà di Irrilevanza Comparata", divisa nei quattro Dipartimenti di:
1. Ossimorica
2. Adynata (o impossibilia)
3. Bizantinica
4. Tetrapiloctomia

Di seguito alcune materie (per un elenco completo si rimanda al testo citato).

### Ossimorica
- Enologia musulmana
- Istituzioni di rivoluzione
- Lingue franco-germaniche
- Lingue uralo-melanesiane
- Lingue ugro-romanze
- Idrografia selenitica
- Dinamica Parmenidea
- Statica Eraclitea
- Oceanografia tibetana
- Microscopia siderale
- Oftalmologia gastrica
- Spartanica sibaritica
- Grammatica della devianza
- Istituzioni di aristocratica di massa
- Istituzioni di oligarchia popolare
- Storia delle tradizioni innovative
- Elementi di senescenza dei momenti aurorali
- Dialettica tautologica
- Euristica booleana

### Adynata (o impossibilia)
- Fortuna della lingua etrusca nel Medioevo
- Storia degli Stati Uniti nell'epoca ellenistica
- Letteratura sumera contemporanea
- Ippica azteca
- Urbanistica Tzigana
- Filatelia assiro-babilonese
- Terapia dell'aerofagia da impiccagione
- Morfematica del Morse
- Storia dell'Agricoltura Antartica
- Storia della Pittura nell'Isola di Pasqua
- Istituzioni di Docimologia Montessoriana
- Tecnologia della Ruota negli Imperi Precolombiani
- Fonetica del film muto
- Iconologia Braille
- Psicologia delle folle nel Sahara

### Bizantinica
- Semaforica del trivio e del quadrivio
- Teoria dei separati (complementi della teoria degli insiemi)
- Calcolo infimo (complementi del calcolo sublime)
- Calcolo semolato (complementi di calcolo integrale)
- Tecnica del terzo incluso
- Logica informale
- Complementi di complementi
- Geografia del Vaticano
- Storia delle colonie del Principato di Monaco

### Tetrapiloctomia
- Poziosezione – (arte di tagliare il brodo)
- Idrogrammatologia – (tecnica della scrittura su superfici idriche)
- Piropigia – (tecnica di appiccar fuoco alle chiappe altrui)
- Pilocatabasi – (arte di scamparsela per un pelo)
- Perlocutoria della scatotecnica – (analisi delle formule di insulti)
- Sodomocinesica – (ritmica della penetrazione a posteriori)
- Sceleropatomittenza – (arte dell'inviare qualcuno a morire ammazzato)
- Avuncologratulazione Meccanica – (materia che insegna a costruire macchine per salutare la zia)
- Plebeolamentazione Meteoropatica - (materia che studia le lamentele delle persone insoddisfatte del tempo meteorologico)

Per concludere, sembra necessaria la precisazione che Tetrapiloctomia altro non è che "l'arte di tagliare il capello in quattro".
Può essere interessante notare che Umberto Eco ha utilizzato il "Dipartimento di Tetrapiloctomia" all'interno del suo romanzo Il pendolo di Foucault (Bompiani, 1988).